# Julio Castro Gutiérrez
Julio Alfonso Castro Gutiérrez (Talca, 19 de agosto de 1996) es un futbolista chileno que se desempeña como delantero. Actualmente milita en Deportes Temuco de la Primera B de Chile.

## Trayectoria

### Rangers de Talca
Ingresó a las inferiores del Rangers cuando tenía 9 años de edad, e hizo todas las divisiones inferiores con el club hasta debutar en el primer equipo por Copa Chile. Sin embargo, no fue considerado por el entrenador debido a una fractura en un dedo del pie, siendo liberado del equipo a finales de 2017.

### Deportes Linares
Sin oportunidades en clubes profesionales, y tras infructuosas pruebas en General Velásquez y Deportes Colchagua, se marchó a Deportes Linares, donde se mantuvo por dos temporadas. Allí fue la figura del equipo, destacado sus 19 goles en la temporada 2019 para conseguir el ascenso del club a la Segunda Profesional. Además fue elegido por el Círculo de Periodistas Deportivos como el mejor jugador amateur de Chile.
Durante su periodo en Deportes Linares completó sus estudios de preparador físico.

### Unión San Felipe
Fue fichado por Unión San Felipe en 2020, con miras a luchar por el ascenso del equipo en la liguilla de promoción. Disputó 50 minutos entre los dos partidos de la liguilla, sin marcar goles. En la temporada 2020 disputó 26 partidos, registrando 7 goles y 2 asistencias, siendo elegido "jugador revelación" en la división.
Al año siguiente disputó 24 partidos, marcando 6 goles y 2 asistencias.  A partir de la temporada 2022 ha sido suplente, sin embargo ha mejorado su estadística destacando el doblete ante San Luis de Quillota y su actuación en el clásico contra Trasandino, disputado por Copa Chile, donde ingresó como suplente y marcó un doblete en la victoria 3-1 del Unión San Felipe. Tras no querer renovar su contrato, que vence a fines de 2022, Castro fue cortado por el presidente de Unión San Felipe Raúl Delgado.

### Cobresal
El 6 de diciembre de 2022, a través de sus redes sociales, Cobresal anunció un principio de acuerdo con el jugador.

### Deportes Temuco
El 8 de junio de 2024 es anunciado como nuevo refuerzo de Deportes Temuco de la Primera B.

## Clubes
| Club             | País  | Año        |
| ---------------- | ----- | ---------- |
| Rangers          | Chile | 2017-2018  |
| Deportes Linares | Chile | 2018-2019  |
| Unión San Felipe | Chile | 2020-2022  |
| Cobresal         | Chile | 2023-2024. |
| Deportes Temuco  | Chile | 2024-Act.  |

## Palmarés

### Distinciones individuales
| Distinción                 | Año  |
| -------------------------- | ---- |
| Futbolista Amateur del Año | 2019 |